# Frederico de Formbach
Frederico de Formbach (Alemanha c. 1029 - 1060) foi um nobre medieval alemão, e detentor do título de Conde de Formbach.

## Relações familiares
Foi filho de Thiemo de Schweinachgau (1005 - entre 1049 e 1050), e casado com Gertrudes de Haldensleben (c. 1020 - 21 de fevereiro de 1116), filha de Conrado de Haldensleben (? - 1056), de quem teve:
1. Hedugive de Formbach (c. 1040 - 1090), duquesa da Lorena pelo casamento com Teodorico II da Lorena (c. 1050 - 1 de maio de 1115),[2]